# Бульварная водонапорная насосная станция (Киев)
Бульварная водонапорная насосная станция — расположена в Киеве по адресу улица Жилянская, 160. Одна из двух сохранившихся водонапорных станций Киева начала 20 века, предназначавшихся для водоснабжения горожан артезианской водой. Редкостный образец промышленной архитектуры Киева начала 20 века. Памятник архитектуры.

## История
Бульварная насосная станция — одна из двух станций, предназначенных для снабжения второго района водоснабжения Киева («Район среднего давления» — Крещатик с прилегающими улицами, «Новое строение», Кадетский корпус, товарная станция и Бибиковский бульвар). Была построена в 1908 году для непосредственного снабжения водогонной магистрали района (Бибиковский бульвар, улица Мариинско-Благовещенская) от трёх артезианских скважин (№ 13, № 19 и № 20).

## Архитектурные особенности
Станция проектировалась с учётом уже имевшихся артезианских скважин. В состав её вошли кирпичное здание станции, две кирпичные надстройки («будки») над скважинами № 19 и № 20 и одноэтажный деревянный дом смотрителя.
Здание станции — одноэтажное Т-образное, с подвалом, разновысотное: машинное отделение выше, чем сетчатое. Крыша двухскатная, без чердачного помещения. В сетчатом отделении расположена лестница в подвал, к резервуарам. Стиль здания имеет признаки модерна и кирпичного стиля. На фасаде имеется минимальный декор рустовыми лопатками и пояс из сухариков.